# Stigmella birgittae
Stigmella birgittae is een vlinder uit de familie van de dwergmineermotten (Nepticulidae). De soort is voor het eerst wetenschappelijk beschreven door Bert Gustafsson in een publicatie uit 1985.
De spanwijdte bedraagt bij het mannetje 3,7 tot 4,4 millimeter en bij het vrouwtje 3,7 millimeter.

## Verspreiding
De soort komt voor in Palestina, Saudi-Arabië, Oman, Jemen en Gambia.

## Waardplanten
De rups leeft op diverse soorten van het geslacht  Ziziphus van de wegedoornfamilie (Rhamnaceae) waaronder Ziziphus mauritiana (Lam.) en Ziziphus spinachristi (L.).